# Liste des titres musicaux numéro un aux États-Unis en 1992
Cette page liste les titres musicaux ayant eu le plus de succès au cours de l'année 1992 aux États-Unis d'après le magazine Billboard.

## Historique
| Date         | Artiste(s)                  | Titre                           | Référence |
| ------------ | --------------------------- | ------------------------------- | --------- |
| 4 janvier    | Michael Jackson             | Black or White                  |           |
| 11 janvier   | Michael Jackson             | Black or White                  |           |
| 18 janvier   | Michael Jackson             | Black or White                  |           |
| 25 janvier   | Color Me Badd               | All 4 Love                      |           |
| 1er février  | George Michael & Elton John | Don't Let the Sun Go Down on Me |           |
| 8 février    | Right Said Fred             | I'm Too Sexy                    |           |
| 15 février   | Right Said Fred             | I'm Too Sexy                    |           |
| 22 février   | Right Said Fred             | I'm Too Sexy                    |           |
| 29 février   | Mr. Big                     | To Be with You                  |           |
| 7 mars       | Mr. Big                     | To Be with You                  |           |
| 14 mars      | Mr. Big                     | To Be with You                  |           |
| 21 mars      | Vanessa Williams            | Save the Best for Last          |           |
| 28 mars      | Vanessa Williams            | Save the Best for Last          |           |
| 4 avril      | Vanessa Williams            | Save the Best for Last          |           |
| 11 avril     | Vanessa Williams            | Save the Best for Last          |           |
| 18 avril     | Vanessa Williams            | Save the Best for Last          |           |
| 25 avril     | Kris Kross                  | Jump                            |           |
| 2 mai        | Kris Kross                  | Jump                            |           |
| 9 mai        | Kris Kross                  | Jump                            |           |
| 16 mai       | Kris Kross                  | Jump                            |           |
| 23 mai       | Kris Kross                  | Jump                            |           |
| 30 mai       | Kris Kross                  | Jump                            |           |
| 6 juin       | Kris Kross                  | Jump                            |           |
| 13 juin      | Kris Kross                  | Jump                            |           |
| 20 juin      | Mariah Carey                | I'll Be There                   |           |
| 27 juin      | Mariah Carey                | I'll Be There                   |           |
| 4 juillet    | Sir Mix-a-Lot               | Baby Got Back                   |           |
| 11 juillet   | Sir Mix-a-Lot               | Baby Got Back                   |           |
| 18 juillet   | Sir Mix-a-Lot               | Baby Got Back                   |           |
| 25 juillet   | Sir Mix-a-Lot               | Baby Got Back                   |           |
| 1er août     | Sir Mix-a-Lot               | Baby Got Back                   |           |
| 8 août       | Madonna                     | This Used to Be My Playground   |           |
| 15 août      | Boyz II Men                 | End of the Road                 |           |
| 22 août      | Boyz II Men                 | End of the Road                 |           |
| 29 août      | Boyz II Men                 | End of the Road                 |           |
| 5 septembre  | Boyz II Men                 | End of the Road                 |           |
| 12 septembre | Boyz II Men                 | End of the Road                 |           |
| 19 septembre | Boyz II Men                 | End of the Road                 |           |
| 26 septembre | Boyz II Men                 | End of the Road                 |           |
| 3 octobre    | Boyz II Men                 | End of the Road                 |           |
| 10 octobre   | Boyz II Men                 | End of the Road                 |           |
| 17 octobre   | Boyz II Men                 | End of the Road                 |           |
| 24 octobre   | Boyz II Men                 | End of the Road                 |           |
| 31 octobre   | Boyz II Men                 | End of the Road                 |           |
| 7 novembre   | Boyz II Men                 | End of the Road                 |           |
| 14 novembre  | The Heights                 | How Do You Talk to an Angel     |           |
| 21 novembre  | The Heights                 | How Do You Talk to an Angel     |           |
| 28 novembre  | Whitney Houston             | I Will Always Love You          |           |
| 5 décembre   | Whitney Houston             | I Will Always Love You          |           |
| 12 décembre  | Whitney Houston             | I Will Always Love You          |           |
| 19 décembre  | Whitney Houston             | I Will Always Love You          |           |
| 26 décembre  | Whitney Houston             | I Will Always Love You          |           |